# سديم كيس الفحم
كيس الفحم هي بقعةٌ واسعة مظلمة مليئة بالغبار الكونيّ تَحجبُ بعض الأجرام السماوية عن النظر. وتنقسم البقعة إلى نصف جنوبي يقع قرب الصليب الجنوبي ونصف شمالي يقع قرب كوكبة الدجاجة.

## معلومات عامة
يغطي سديم كيس الفحم درجة 7 × درجة 5 ويتداخل إلى حدٍ ما مع أبراج كوكبة قنطورس وكوكبة الذبابة المجاورين. تم الإبلاغ عن أول مشاهدة لسديم كيس الفحم عام 1499 بواسطة فنسنت يانيز بنزون. سمّاه أمريكو فسبوتشي باسم (il Canopo fosco) أي سهيل المظلم، كما كان يُعرف أيضاً باسم (ماكولا ماغيلاني) أي بقعة ماجلان أو «سحابة ماجلاني الأسود».
لم يذكر سديم كيس الفحم في الفهرس العام الجديد وليس له أيضاً رقم تعريف (إلا في فهرس كالدويل حيث رمزه C99).

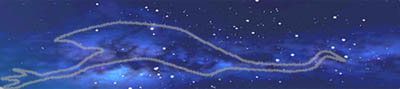
تمثيل لإيمو في السماء، يعود لعلم الفلك الخاص بسكان أستراليا الأصليين، وهو كوكبة أسترالية وصفها السكان الأصليون تتكون من سحب داكنة بدلاً من النجوم. الكوكبة الأوروبية التي على اليمين هي كوكبة صليب الجنوب أو الصليب الجنوبي، وإلى اليسار كوكبة العقرب. رأس الإيمو هو سديم كيس الفحم.

يشكل سديم كيس الفحم حسب علم الفلك الأسترالي القديم رأس الإيمو في السماء في العديد من ثقافات سكان أستراليا الأصليين. ففي ثقافة شعب واردمان، يقال بأنه رأس وكتفي رجل قانون يراقب الناس للتأكد من عدم انتهاكهم للقانون التقليدي. كما يوجد مرجع أيضاً لـ«غيربو» (1880) يصور كيس الفحم على أنه تكرار لحلقات «بورا» على الأرض. هذه المواقع الفلكية سمحت للأرواح بمواصلة الاحتفال على غرار ما يقوم به البشر على الأرض>
في علم الفلك في حضارة الإنكا، سمي هذا السديم باسم «يوتو yoto» ويعني «طائر جنوبي يشبه الحجل» أو تينامو.

## صور

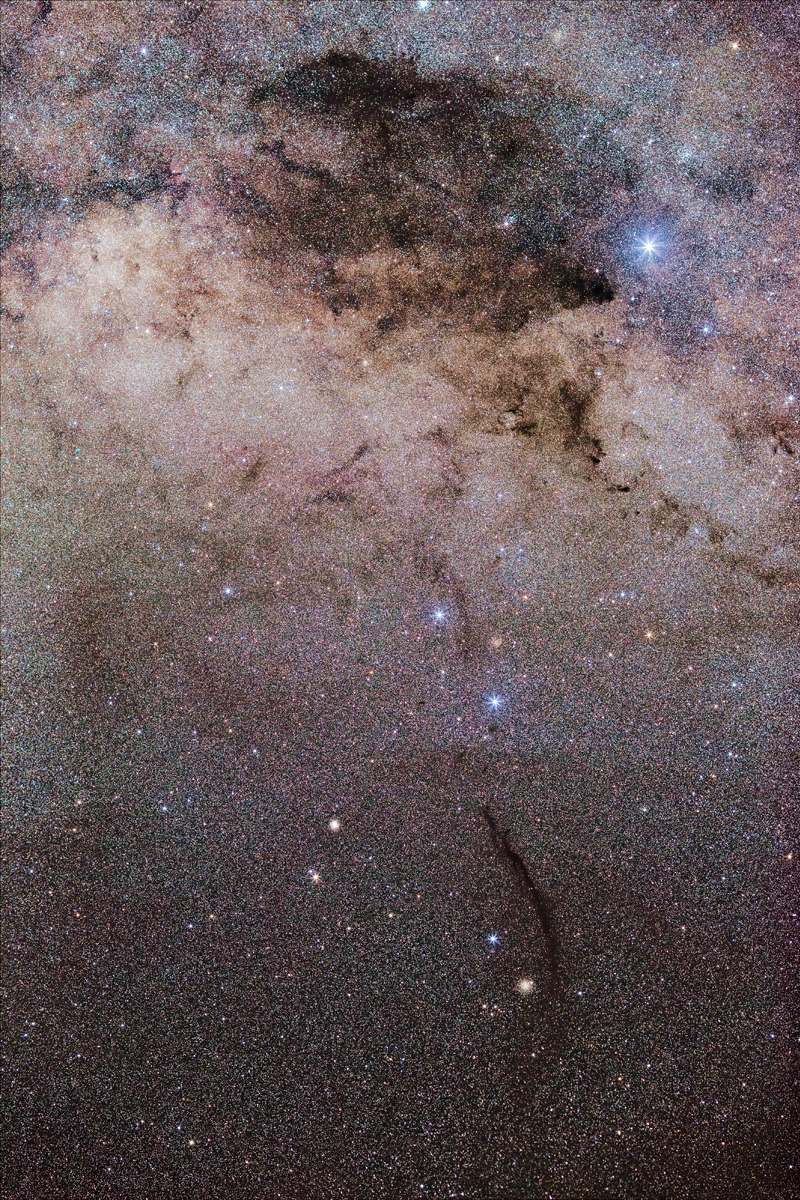
يمكن رؤية سديم كيس الفحم كمنطقة مظلمة كبيرة بالقرب من الجزء الصورة العلوي
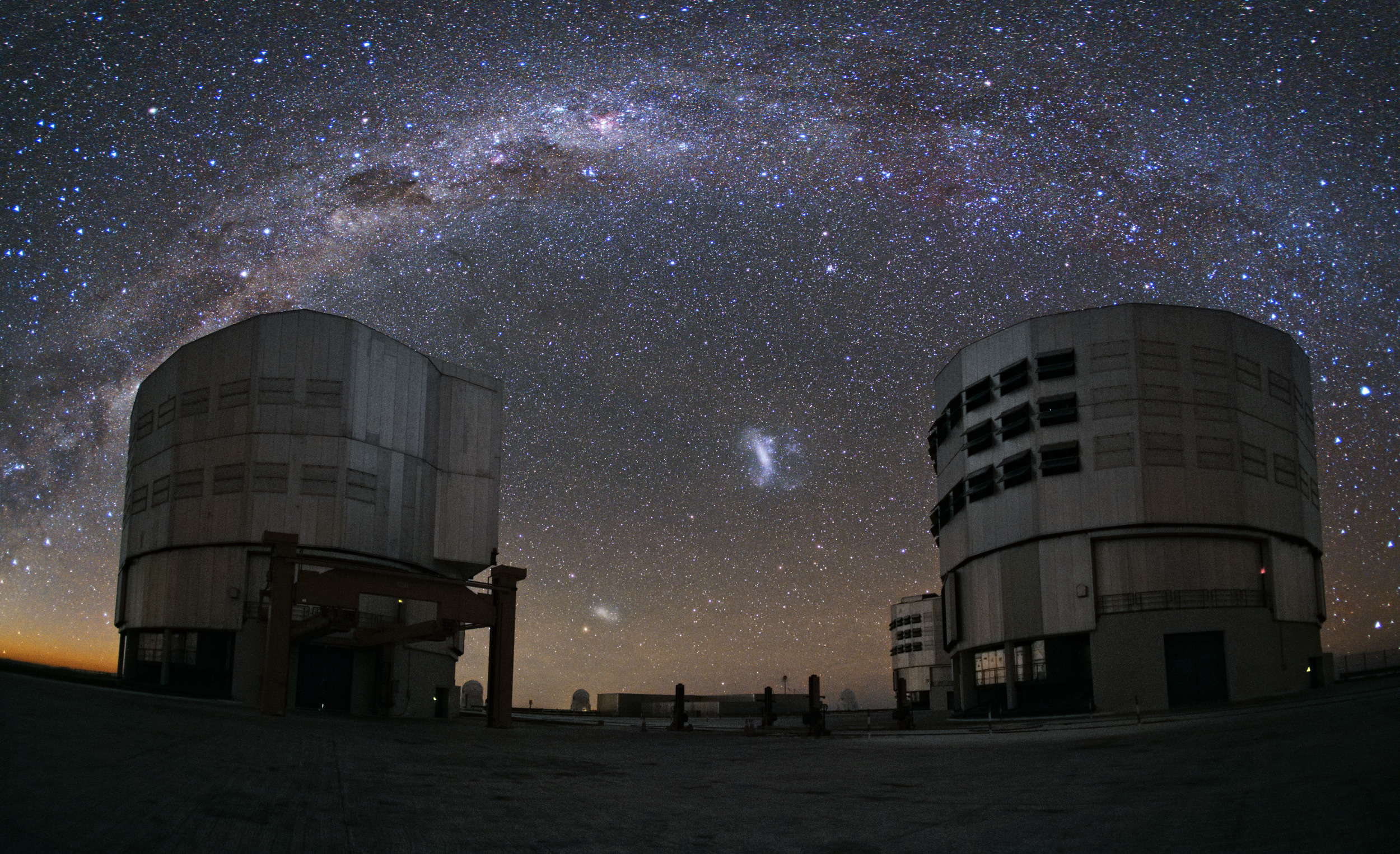
يمكن رؤية سديم كيس الفحم المظمل كبقعة غامضة في درب التبانة.